# Luislândia
Luislândia este un oraș în Minas Gerais (MG), Brazilia.